# Сухој Суперџет 100
Сухој Суперџет 100 (рус. Сухой Суперджет 100, енгл. Sukhoi Superjet 100) је фамилија регионалних путничких млазних авиона капацитета до 108 путника. Развијен у сарадњи са Боингом и италијанском Финмехаником (сада Леонардо), планом да конкурише пре свега украјинском Антонов Ан-158, бразилском Ембраер Е-џет и канадском Бомбардије CRJ серији. ИКАО ознака је SU95.

## Историја и развој
Суперџет 100 је пре био познат као пројекат руског регионалног путничког авиона по конкурсу државне агенције за развој ваздушног саобраћаја (рус. Самолёт Российский Региональный Сухого) или енгл. Russian Regional Jet. Име му је промењено 17. јула 2006. године. Први лет је обавио 19. маја 2008. године.
Аерокосмонаутичка фирма Сухој развила је авион "Superjet 100" у сарадњи са италијанском "Alenia Aeromacchi-Finmeccanica aeronautica", као франшиза "Supejet International", да поспеши развој и извоз руске цивилне авијације на светском тржишту. Као партнери за испоруку делова и агрегата налази се тридесет реномираних светских произвођача, између осталог и "Safran Snecma" као равноправан партнер у производњи авиомотора "SaM-146". '
Суперџет је направљен као конкуренција Антонову Ан-158, Ембраеру Е-Џет и Бомбардје ЦРГ серији. Директор Сухоја Михаил Погосјан рекао је да експлоатација Сухоја Суперџет 100 кошта за око 10-15% мање од експлоатације конкурената Ембраер и Бомбардје. Поред тога, пространа кабина пружа путницима већи комфор, сличан оном на магистралним лајнерима. Цена овог авиона је мало више од 35 милиона америчких долара, а то га такође чини 18-22% јефтинијим у односу на директну конкуренцију.
Авион је првобитно имао три могуће варијанте: RRJ-60, RRJ-75 и RRJ-95, где бројеви на крају имена означавају капацитет авиона по броју путника. Након промене авиона те скраћенице гласе: Суперџет 100-75 (SSJ-100-75) Суперџет 100-95 (SSJ-100-95). Планови за RRJ-60 су, међутим отказани због јаке конкуренције и исплативости турбопроп авиона. Већа варијанта, SSJ 100-75 је била у фази планирања, али је одложена, да се не би правила конкуренција авионима партнерске производње Обједињене авиопроизводне корпорације Антонов Ан-148 у Вороњежу.
Први Суперџет је 28. јануара 2007. превезен авионом Антонов Ан-124 из Комсомољска на Амуру до града Жуковски близу Москве ради земаљских тестирања у „Централном Аерохидродинамичком Институту“-ЦАГИ.
Први прототип био је изложен 26. септембра 2007. на званичној презентацији Суперџета у граду Комсомољску на Амуру, на руском Далеком истоку.

## Наруџбине и опције
Сухој Суперџет 100 је направљен да поправи имиџ руске авио-индустрије и превасходно је намењен међународном тржишту авиона. Производња се реализује у Комсомољск на Амуру, у цивилном делу фабрике „Јуриј Гагарин“, филијала „Гражданские Самолёты Сухого“. Маја 2012. године имао је 170 поруџбина и планирано је да се произведе 1.000 комада углавном за инострано тржиште. Цена овог авиона са 100 места је 35,4 милиона долара, што је за око трећину мање од конкурентских авиона - украјинског Антонова, бразилског Ембраера и канадског Бомбардјеа. Са циљем да извезе 70% ових авиона, компанија Сухој је кренула у кампању на глобалном тржишту. У мају месецу 2012. Суперџет је започео турнеју по шест азијских земаља како би се представио тамошњим авио-компанијама. Прве станице биле су Мјанмар, Пакистан и Казахстан, а након Индонезије, авион је требало да обиђе Лаос и Вијетнам.
| Датум                    | Авио-компанија                      | Прва испорука            | Тип             | Тип             | Тип    | Тип | Тип |
| Датум                    | Авио-компанија                      | Прва испорука            | Суперџет 100-75 | Суперџет 100-95 | Опције |     |     |
| ------------------------ | ----------------------------------- | ------------------------ | --------------- | --------------- | ------ | --- | --- |
| 22. новембра 2005.       | Финансијски Лизинг Компанија Иљушин | 2010.                    |                 | 30              | 15     |     |     |
| 7. децембра 2005.        | Аерофлот                            | 2010.                    |                 | 50              |        |     |     |
| 2006.                    | Kartika Airlines                    | 2010.                    |                 | 30              |        |     |     |
| 9. децембра 2006.        | UTair                               | 2014.                    |                 | 24              |        |     |     |
| 19. децембра 2006.       | Sky Aviation                        | 2013.                    |                 | 12              | 6      |     |     |
| 4. март 2007.            | Трансаеро                           | 2015.                    |                 | 6               | 12     |     |     |
| 14. јуна 2007.           | Blue Panorama                       | 2010.                    |                 | 4               | 8      |     |     |
| 14. септембра 2007.      | Армавија                            | 2010.                    |                 | 2               | 2      |     |     |
| 2010.                    | Газпромавиа                         | 2013.                    |                 | 10              |        |     |     |
| 2010.                    | Lao Central                         | 2013.                    |                 | 3               |        |     |     |
| 2010.                    | Јакутија                            | 2013.                    |                 | 2               | 2      |     |     |
| 2011.                    | Interjet                            | 2013.                    |                 | 20              | 10     |     |     |
| Укупно (по типу авиона): | Укупно (по типу авиона):            | Укупно (по типу авиона): | 0               | 193             | 55     |     |     |
| Укупно:                  | Укупно:                             | Укупно:                  | 248             | 248             | 248    | 248 |     |

## Спецификације
|                   | РРЏ 60   | Суперџет 100-75 | Суперџет 100-95 |
| ----------------- | -------- | --------------- | --------------- |
| Дужина            | 23,9 m    | 26,4 m          | 29,9 m          |
| Висина            | 10,3     | 10,3            | 10,9 m           |
| Распон крила      | 27,8     | 27,8            | 27,8            |
| Капацитет         | 60-63    | 75-78           | 95-98           |
| Максимална тежина | 38.950 kg  | 42.280 kg         | 45.880 kg         |
| Брзина            | 0,8 маха | 0,8 маха        | 0,8 маха        |
| Долет             | 4.870 km   | 4.760 km          | 4.485 km          |
| Први лет          | ?        | ?               | 2008            |

## Земље које су користиле овај авион
- Русија
- Индонезија
- Италија
- Јерменија
- Лаос

## Авионска несрећа у Индонезији 2012.
Руски путнички авион Сухој Суперџет са 46 бизнисмена и руских представника нестао је са екрана радара 9. маја 2012. током демонстрационог лета изнад западне Јаве у Индонезији, а у њему су се налазили индонежански пословни људи и представници руске амбасаде. Индонежанске спасилачке екипе уочиле су олупину, а испоставило се да је ударио у литицу планине Салак на западном делу индонежанског острва Јава